# Agrias moderata
Agrias moderata är en fjärilsart som beskrevs av Peter William Michael 1927. Agrias moderata ingår i släktet Agrias och familjen praktfjärilar. Inga underarter finns listade i Catalogue of Life.